# Lij ločnik
Lij ločnik je laboratorijska steklena posoda, ki se uporablja pri izluževanju (ekstrakciji) snovi iz ene tekočine v drugo. Različni tekoči fazi morata biti med seboj nemešljivi. Tekoča faza z večjo gostoto se nahaja pod tisto z manjšo gostoto. Načeloma je eno fazo predstavlja voda, drugo pa organsko topilo (npr. eter, kloroform, etil acetat ...). Večina organskih topil plava nad vodo, razen večine halogeniranih.

## Zgradba
Na vrhu lija ločnika je zamašek, na spodnjem delu pa pipica. Laboratorijski liji ločniki so povečini narejeni iz borosilikatnega stekla, pipe pa so bodisi steklene ali pa narejene iz politetrafluoroetilena. Velike so običajno med 50 mL in 3 L. V industrijskem merilu se uporabljajo liji ločniki znatno večjih razsežnosti.

## Postopek
Obe tekoči fazi zlijemo skozi odprtino na vrhu ločnika, pri tem mora biti pipa na dnu zaprta. Nato lij ločnik zapremo in ga močno stresamo, da je stična površina obeh faz čim večja. S tem močno pospešimo izluževanje snovi iz ene faze v drugo. Po mešanju odpremo zgornji zamašek, pri tem pa obrnemo lij ločnik tako, da je odprtina na vrhu obrnjena stran od nas. Med mešanjem lahko zaradi par nastane nadtlak in ob odprtju lija lahko tekočina brizgne v okolico. Nato sledi ločitev faz: odpremo pipo na dnu lija ločnika in odstranimo spodnjo fazo; pri tem pustimo zgornjo odprtino odprto. Nadalje uporabimo tisto fazo, v kateri se po izluževanju nahaja želena snov.